# 聖母子 (ジェンティーレ・ダ・ファブリアーノ、ワシントン)
『聖母子』（せいぼし、伊: Madonna col Bambino）は、イタリアの国際ゴシック様式の画家、ジェンティーレ・ダ・ファブリアーノが1420年から1423年頃に制作した絵画である。板上にテンペラと金で描かれている。現在、ワシントンD.C.のナショナル・ギャラリーに所蔵されている。
国際ゴシック様式はヨーロッパ中に伝播し、イタリア全土にも広まったが、最初の偉大なウンブリアの画家ジェンティーレ・ダ・ファブリアーノの作品には特にこの様式が明らかである。
本作は、1420年の夏にフィレンツェに到着した画家が『東方三博士の礼拝』に取り組んでいた頃の、フィレンツェで最初に制作された作品の一つとして一般的に認識されている。本作は多翼祭壇画の中央パネルであった可能性があり、祭壇画の残りは現在では失われている。
記録されている最初の作品についての言及は、フィレンツェで作品を取得したかもしれない アレクサンダー・バーカー のコレクションからロンドンで競売にかけられた1874年のものである。他の数人の所有者を経た後、本作はデュヴィーン兄弟によって獲得され、1937年にサミュエル H. クレスに売却された。クレスは、1939年に作品を現在の所蔵元であるワシントンのナショナル・ギャラリーに最終的に寄贈した。